# Judo-Afrikameisterschaften 2011
Die Judo-Afrikameisterschaften 2011 fanden vom 14. bis 16. April 2011 im senegalesischen Dakar statt.

## Ergebnisse

### Männer
| Gewichtsklasse                 | Gold                  | Silber            | Bronze                              |
| ------------------------------ | --------------------- | ----------------- | ----------------------------------- |
| Superleichtgewicht (bis 60 kg) | Mohamed El-Kawisah    | Fraj Dhouibi      | Salim Attouche Moustapha Dione      |
| Halbleichtgewicht (bis 66 kg)  | Ahmed Awad            | Ahmed El-Kawiseh  | Youcef Nouari Siyabulela Mabulu     |
| Leichtgewicht (bis 73 kg)      | Gideon van Zyl        | Hussein Hafiz     | Mamadou Ndiaye Larbi Grini          |
| Halbmittelgewicht (bis 81 kg)  | Abderrahmane Benamadi | Fetra Ratsimiziva | Safouane Attaf Angelo António       |
| Mittelgewicht (bis 90 kg)      | Amar Benikhlef        | Patrick Trezise   | Mohamed El Assri Dieudonné Dolassem |
| Halbschwergewicht (bis 100 kg) | Ramadan Darwish       | Anis Ben Khaled   | Adil Fikri Johannes Pretorius       |
| Schwergewicht (über 100 kg)    | Islam El-Shehaby      | Faycal Jaballah   | Mohamed Bouaichaoui El Mehdi Malki  |
| Offene Klasse                  | Islam El-Shehaby      | Faycal Jaballah   | Jalal Benalla Ammar Belgacem        |

### Frauen
| Gewichtsklasse                 | Gold              | Silber                    | Bronze                                |
| ------------------------------ | ----------------- | ------------------------- | ------------------------------------- |
| Superleichtgewicht (bis 48 kg) | Amani Khalfaoui   | Philomene Bata            | Sandrine Ilendou Wafae Idrissi Chorfi |
| Halbleichtgewicht (bis 52 kg)  | Soraya Haddad     | Hanane Kerroumi           | Ngandeu Weyinjam Raisa Lebomie        |
| Leichtgewicht (bis 57 kg)      | Hortense Diédhiou | Nesria Jelassi            | Ratiba Tariket Fatima Zahra Ait Ali   |
| Halbmittelgewicht (bis 63 kg)  | Séverine Nébié    | Kahina Saidi              | Rizlen Zouak Fary Seye                |
| Mittelgewicht (bis 70 kg)      | Houda Miled       | Antónia Moreira de Fátima | Kahina Hadid Samar Salah              |
| Halbschwergewicht (bis 78 kg)  | Hana Mareghni     | Kaouthar Ouallal          | Audrey Koumba Nada Tarek              |
| Schwergewicht (über 78 kg)     | Nihal Chikhrouhou | Rania El Kilali           | Sonia Asselah Dechantal Fokou Ntolack |
| Offene Klasse                  | Nihal Chikhrouhou | Rania El Kilali           | Amina Temmar Monica Sagna             |

## Medaillenspiegel
| Platz | Nation       | Gold | Silber | Bronze | Gesamt |
| ----- | ------------ | ---- | ------ | ------ | ------ |
| 1.    | Tunesien     | 5    | 5      | 0      | 10     |
| 2.    | Ägypten      | 4    | 1      | 2      | 7      |
| 3.    | Algerien     | 3    | 2      | 9      | 14     |
| 4.    | Südafrika    | 1    | 1      | 2      | 4      |
| 5.    | Libyen       | 1    | 1      | 0      | 2      |
| 6.    | Senegal      | 1    | 0      | 4      | 5      |
| 7.    | Burkina Faso | 1    | 0      | 0      | 1      |
| 8.    | Marokko      | 0    | 3      | 8      | 11     |
| 9.    | Kamerun      | 0    | 1      | 3      | 4      |
| 10.   | Angola       | 0    | 1      | 1      | 2      |
| 11.   | Madagaskar   | 0    | 1      | 0      | 1      |
| 12.   | Gabun        | 0    | 0      | 3      | 3      |